# Dan McGillis
Daniel Stewart McGillis (né le 1er juillet 1972 à Hawkesbury dans la province d'Ontario au Canada) est un joueur professionnel canadien de hockey sur glace. Il évoluait au poste de défenseur.

## Biographie
Il a tout d'abord joué au niveau junior avec les Hawks de Hawkesbury avant d'entreprendre des études universitaires avec l'université du Nord-Est, là où il joue pour les Huskies de 1992 à 1996. Repêché au dixième tour (238e rang) par les Red Wings de Détroit lors du repêchage d'entrée dans la LNH 1992, ces derniers l'échangent aux Oilers d'Edmonton contre le joueur Kirk Maltby en mars 1996 avant qu'il devient professionnel.
Il fait le saut dans la LNH avec les Oilers à partir de la saison 1996-1997. La saison suivante, il est échangé en mars 1998 aux Flyers de Philadelphie avec un choix de repêchage contre Janne Niinimaa. Durant son passage de six saisons avec les Flyers, il connaît sa meilleure saison au niveau offensif en 2000-2001 avec une récolte de 49 points, dont 15 buts.
En décembre 2002, il est échangé aux Sharks de San José contre Marcus Ragnarsson. Il est à nouveau échangé cette saison, passant aux Bruins de Boston. Après une saison complète avec les Bruins et une autre saison où il ne joue pas à cause d'un lock-out dans la ligue, il rejoint les Devils du New Jersey en tant qu'agent libre durant l'été 2005. Après avoir joué une vingtaine de matchs avec les Devils, ces derniers l'envoie dans la LAH avec les River Rats d'Albany, équipe affiliée aux Devils.
En 2007, il quitte pour l'Allemagne en rejoignant les Adler Mannheim. Il joue trois saisons avec l'équipe allemande avant de se retirer.

## Statistiques

### En club
| Saison     | Équipe                  | Ligue       |     | Saison régulière | Saison régulière | Saison régulière | Saison régulière | Saison régulière |   | Séries éliminatoires | Séries éliminatoires | Séries éliminatoires | Séries éliminatoires | Séries éliminatoires |
| Saison     | Équipe                  | Ligue       | PJ  | B                | A                | Pts              | Pun              | PJ               | B | A                    | Pts                  | Pun                  |                      |                      |
| 1989-1990  | Hawks de Hawkesbury     | CJHL        | 55  | 2                | 1                | 3                | 52               | -                | - | -                    | -                    | -                    |                      |                      |
| 1990-1991  | Hawks de Hawkesbury     | CJHL        | 56  | 8                | 22               | 30               | 92               | -                | - | -                    | -                    | -                    |                      |                      |
| 1991-1992  | Hawks de Hawkesbury     | CJHL        | 36  | 5                | 19               | 24               | 106              | -                | - | -                    | -                    | -                    |                      |                      |
| 1992-1993  | Huskies de Northeastern | Hockey East | 35  | 5                | 12               | 17               | 42               | -                | - | -                    | -                    | -                    |                      |                      |
| 1993-1994  | Huskies de Northeastern | Hockey East | 38  | 4                | 25               | 29               | 82               | -                | - | -                    | -                    | -                    |                      |                      |
| 1994-1995  | Huskies de Northeastern | Hockey East | 34  | 9                | 22               | 31               | 70               | -                | - | -                    | -                    | -                    |                      |                      |
| 1995-1996  | Huskies de Northeastern | Hockey East | 34  | 12               | 24               | 36               | 50               | -                | - | -                    | -                    | -                    |                      |                      |
| 1996-1997  | Oilers d'Edmonton       | LNH         | 73  | 6                | 16               | 22               | 52               | 12               | 0 | 5                    | 5                    | 24                   |                      |                      |
| 1997-1998  | Oilers d'Edmonton       | LNH         | 67  | 10               | 15               | 25               | 74               | -                | - | -                    | -                    | -                    |                      |                      |
| 1997-1998  | Flyers de Philadelphie  | LNH         | 13  | 1                | 5                | 6                | 35               | 5                | 1 | 2                    | 3                    | 10                   |                      |                      |
| 1998-1999  | Flyers de Philadelphie  | LNH         | 78  | 8                | 37               | 45               | 61               | 6                | 0 | 1                    | 1                    | 12                   |                      |                      |
| 1999-2000  | Flyers de Philadelphie  | LNH         | 68  | 4                | 14               | 18               | 55               | 18               | 2 | 6                    | 8                    | 12                   |                      |                      |
| 2000-2001  | Flyers de Philadelphie  | LNH         | 82  | 14               | 35               | 49               | 86               | 6                | 1 | 0                    | 1                    | 6                    |                      |                      |
| 2001-2002  | Flyers de Philadelphie  | LNH         | 75  | 5                | 14               | 19               | 46               | 5                | 1 | 0                    | 1                    | 8                    |                      |                      |
| 2002-2003  | Flyers de Philadelphie  | LNH         | 24  | 0                | 3                | 3                | 20               | -                | - | -                    | -                    | -                    |                      |                      |
| 2002-2003  | Sharks de San José      | LNH         | 37  | 3                | 13               | 16               | 30               | -                | - | -                    | -                    | -                    |                      |                      |
| 2002-2003  | Bruins de Boston        | LNH         | 10  | 0                | 1                | 1                | 10               | 5                | 3 | 0                    | 3                    | 2                    |                      |                      |
| 2003-2004  | Bruins de Boston        | LNH         | 80  | 5                | 23               | 28               | 65               | 7                | 0 | 0                    | 0                    | 2                    |                      |                      |
| 2005-2006  | Devils du New Jersey    | LNH         | 27  | 0                | 6                | 6                | 36               | -                | - | -                    | -                    | -                    |                      |                      |
| 2005-2006  | River Rats d'Albany     | LAH         | 40  | 7                | 18               | 25               | 57               | -                | - | -                    | -                    | -                    |                      |                      |
| 2006-2007  | Devils de Lowell        | LAH         | 68  | 10               | 31               | 41               | 62               | -                | - | -                    | -                    | -                    |                      |                      |
| 2007-2008  | Adler Mannheim          | DEL         | 41  | 3                | 8                | 11               | 108              | 5                | 0 | 0                    | 0                    | 8                    |                      |                      |
| 2008-2009  | Adler Mannheim          | DEL         | 47  | 3                | 16               | 19               | 88               | 9                | 2 | 3                    | 5                    | 12                   |                      |                      |
| 2009-2010  | Adler Mannheim          | DEL         | 14  | 2                | 2                | 4                | 47               | 2                | 0 | 0                    | 0                    | 0                    |                      |                      |
| Totaux LNH | Totaux LNH              | Totaux LNH  | 634 | 56               | 182              | 238              | 570              | 64               | 8 | 14                   | 22                   | 76                   |                      |                      |

### En équipe nationale
| Année | Équipe | Compétition          |   | PJ | B | A | Pts | Pun      |  | Résultat |
| 2002  | Canada | Championnat du monde | 5 | 0  | 1 | 1 | 2   | 6e place |  |          |

## Trophées et honneurs personnels
- 1992-1993 : nommé dans l'équipe des recrues de Hockey East.
- 1994-1995 : nommé dans la première équipe d'étoiles de Hockey East.
- 1995-1996 :
  - nommé dans la première équipe d'étoiles de Hockey East.
  - nommé dans la première équipe d'étoiles de la région Est de la NCAA.